# Криштопанс, Дайнис
Дайнис Криштопанс (латыш. Dainis Krištopāns; род. 27 сентября 1990 года, Лудза) — латвийский гандболист, правый полусредний клуба «Мельзунген» и сборной Латвии. Четырежды признавался лучшим гандболистом Латвии (2014—2017). Один из самых высоких гандболистов мира (215 см).

## Карьера
Дайнис начал заниматься гандболом в 10 лет в Лудзе. Профессиональную карьеру начал в местном «Латголсе». В восемнадцать лет перебрался в прешовский «Татран», в составе которого по 5 раз выигрывал чемпионат и Кубок Словакии, играл в групповом турнире Лиги чемпионов. С февраля 2015 года выступал за катарский «Ар-Райян», а в апреле 2015 года подписал двухлетний контракт с белорусским БГК им. Мешкова. Один из лучших легионеров в истории брестского клуба. С лета 2017 года — игрок македонского «Вардара».
В сборной Латвии дебютировал 9 марта 2011 года в домашнем матче квалификации Евро-2012 против сборной Австрии (25:28).

## Достижения
«Татран»
- Чемпион Словакии: 2010, 2011, 2012, 2013, 2014, 2015
- Обладатель Кубка Словакии: 2010, 2011, 2012, 2013, 2014, 2015

 «БГК им. Мешкова»
- Чемпион Беларуси: 2016, 2017
- Обладатель Кубка Беларуси: 2016, 2017

 «Вардар»
- Победитель Лиги чемпионов: 2019
- Бронзовый призёр клубного чемпионата мира: 2017
- Чемпион Македонии: 2018, 2019
- Обладатель Кубка Македонии: 2018, 2019
- Обладатель Суперкубка Македонии: 2018, 2019
- Победитель SEHA League: 2018, 2019